# Апіа
Апі́а (англ. і самоан. Apia) — столиця, порт і найбільш густонаселене місто Самоа. Воно розташоване в центральній частині північного узбережжя острова Уполу в західній частині Тихого океану, другого за величиною острова в країні. Апіа є єдиним містом Самоа і входить до політичного округу Туамасага.

## Історія

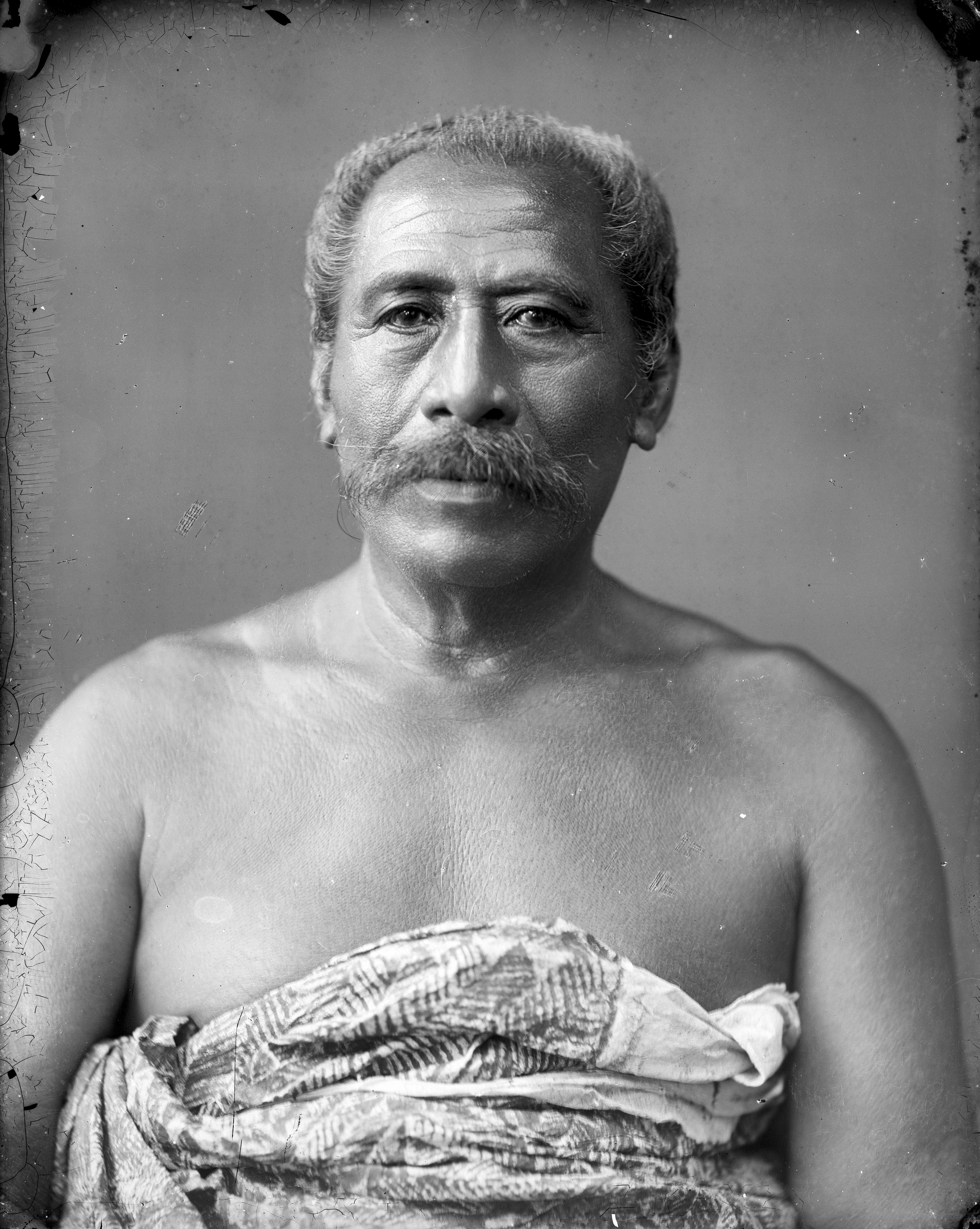
Верховний вождь, Сеуманутафа Поґаї, прибл. 1890

Спочатку Апія була невеликим селом (у 1800 році населення становило 304 особи), від якого столиця країни і отримала свою назву. Село Апіа досі існує в межах великої сучасної столиці Апіа, яка перетворилася на розгалужену міську територію, що охоплює багато сіл. Як і кожне інше поселення в країні, село Апіа має власних матаї (лідерів) та фаалупегу (генеалогію та традиційні привітання) згідно з фаа Самоа.
Сучасне місто Апіа було засноване в 1850-х роках, а з 1959 року є офіційною столицею Самоа. Сеуманутафа Поґаї був верховним вождем до своєї смерті у 1898 році.
Гавань була місцем сумнозвісного морського протистояння 15 березня 1889 року, коли сім кораблів — з Німеччини, США та Великобританії — відмовилися виходити з гавані, навіть незважаючи на те, що явно наближався тайфун, щоб не втратити обличчя того, хто першим рушить з місця. Всі кораблі затонули або були пошкоджені безповоротно, за винятком британського крейсера "Калліопа", якому вдалося вийти з порту, рухаючись зі швидкістю одна миля на годину, і перечекати шторм. Загинуло близько 200 американців і німців.
Західне Самоа перебувало під владою Німеччини як Німецьке Самоа з 1900 по 1914 рік зі столицею в Апіа.
У серпні 1914 року розпочалася окупація Німецького Самоа експедиційними силами Нової Зеландії. Нова Зеландія керувала островами (як підопічною територією Західного Самоа) з 1920 року до здобуття незалежності Самоа в 1962 році - спочатку під мандатом Ліги Націй класу С, а потім, після 1945 року, як підопічна територія Організації Об'єднаних Націй.
На початку 1900-х років країна пережила боротьбу за політичну незалежність, організовану під егідою національного руху Мау. У цей період вулиці Апіа стали місцем проведення ненасильницьких протестів і маршів, під час яких було заарештовано багато самоанців. У так звану "чорну суботу" (28 грудня 1929 року), під час мирного зібрання мау в місті, поліція Нової Зеландії вбила верховного вождя Тупуа Тамасесе Леалофі ІІІ.
Під час Другої світової війни ВМС США побудували та експлуатували військово-морську базу Уполу з 1941 по 1944 рік.

## Клімат
Місто знаходиться у зоні, котра характеризується вологим тропічним кліматом. Найтепліший місяць — січень із середньою температурою 26,7 °C (80 °F). Найхолодніший місяць — травень, із середньою температурою 26,1 °C (79 °F).
| Клімат Апіа             | Клімат Апіа | Клімат Апіа | Клімат Апіа | Клімат Апіа | Клімат Апіа | Клімат Апіа | Клімат Апіа | Клімат Апіа | Клімат Апіа | Клімат Апіа | Клімат Апіа | Клімат Апіа | Клімат Апіа |
| Показник                | Січ.        | Лют.        | Бер.        | Квіт.       | Трав.       | Черв.       | Лип.        | Серп.       | Вер.        | Жовт.       | Лист.       | Груд.       | Рік         |
| Абсолютний максимум, °C | 32          | 33          | 32          | 32          | 32          | 32          | 32          | 32          | 32          | 33          | 33          | 32          | 33          |
| Середній максимум, °C   | 30          | 29          | 30          | 30          | 29          | 29          | 29          | 28          | 28          | 29          | 30          | 29          | 29          |
| Середня температура, °C | 26          | 26          | 26          | 26          | 26          | 26          | 26          | 25          | 25          | 26          | 26          | 26          | 26          |
| Середній мінімум, °C    | 23          | 24          | 23          | 23          | 23          | 23          | 23          | 23          | 23          | 23          | 23          | 23          | 23          |
| Абсолютний мінімум, °C  | 20          | 21          | 21          | 20          | 19          | 19          | 17          | 18          | 18          | 18          | 20          | 21          | 17          |
| Норма опадів, мм        | 450         | 380         | 350         | 250         | 160         | 120         | 80          | 80          | 130         | 170         | 260         | 370         | 2850        |
| Днів з дощем            | 19          | 18          | 17          | 15          | 13          | 11          | 8           | 9           | 12          | 14          | 16          | 17          | 173         |
| Вологість повітря, %    | 81          | 80          | 80          | 78          | 77          | 75          | 76          | 75          | 75          | 77          | 77          | 78          | 77          |
| ----------------------- | ----------- | ----------- | ----------- | ----------- | ----------- | ----------- | ----------- | ----------- | ----------- | ----------- | ----------- | ----------- | ----------- |
| Джерело: Weatherbase    |             |             |             |             |             |             |             |             |             |             |             |             |             |

## Адміністрація
Апіа є частиною політичного округу Туамасага та виборчих округів Ваймауга 1,2,3,4 і Фалеата 1,2 і 3. В Апіа немає міської адміністрації, оскільки вона складається з 45 окремих, незалежних традиційних і вільних сіл. Власне Апіа — це невелике село між гирлами річок Вайсігано (на сході) та Мулівай (на заході), яке обрамлене традиційними селами Матауту та Ваяла. Разом з кількома приватними селами (без традиційних сільських рад) ці 45 сіл утворюють "центр Апіа".
Закон про планування та управління містом 2004 року був прийнятий парламентом з метою кращого планування зростання забудованих територій Самоа, з особливим акцентом на майбутнє управління містом Апіа. Історичний безсистемний розвиток міста від села до колоніального торгового пункту і до головного фінансового та ділового центру країни призвів до серйозних інфраструктурних проблем у місті. Проблеми підтоплення є звичним явищем у вологий сезон, враховуючи низьку схильну до затоплення долину, на якій побудоване місто. У селищі Согі, розташованому в межах міста, існують серйозні проблеми із забрудненням берегової лінії та стічними водами, оскільки селище розташоване на болотистій місцевості. Розрізненість сільських адміністрацій міської агломерації Апіа призвела до відсутності єдиного та кодифікованого законодавчого підходу до відведення стічних вод. Значне збільшення кількості транспортних засобів призвело до заторів на центральних вулицях міста та необхідності реалізації великих проектів з розширення доріг та управління дорожнім рухом. Законодавство PUMA передбачає створення "Управління планування міського господарства" для кращого управління унікальними проблемами планування, з якими стикається міське зростання Апіа.

## Економіка
Talofa Airways та Samoa Airways мають штаб-квартири в Апіа. Grey Investment Group має штаб-квартиру в центрі Апіа. Ця компанія також володіла першим приватним Національним банком Самоа в Самоа, акціонерами якого є Grey Investment Group, Samoa Artisan Water Company Ltd та Apia Bottling Company Ltd. Grey Investment володіє безліччю інвестицій у комерційну та житлову нерухомість по всьому Самоа та Новій Зеландії.
Тридцять відсотків підприємств у центрі Апіа належать одній китайській родині. Десять відсотків підприємств у центрі міста належать європейцям, а решта 60% - місцевій громаді.

## Транспорт

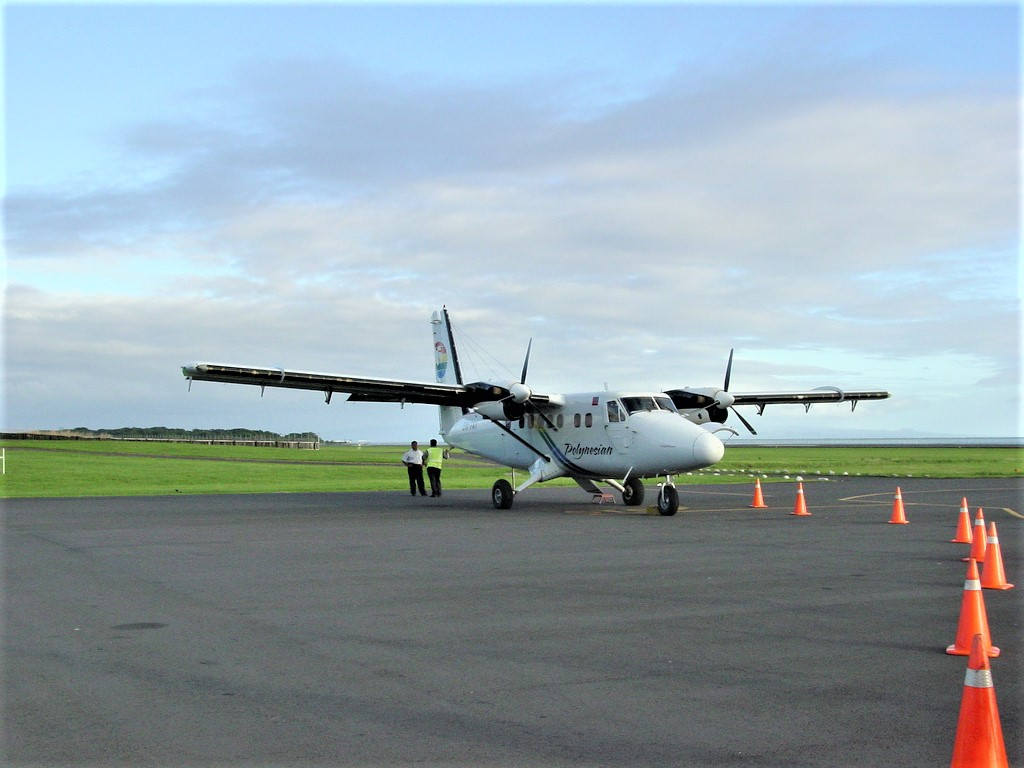
Літак в аеропорту

Порт Апіа є найбільшим і найбільш завантаженим портом Самоа. Тут пришвартовуються міжнародні судна з контейнерами, зрідженим газом та паливом. Звідси відправляються пороми до Токелау та Американського Самоа.
Апіа обслуговується хорошою дорожньою мережею, яка, як правило, підтримується в досить хорошому стані. Більшість головних доріг перекриті; незакриті дороги використовуються рідше. З 7 вересня 2009 року транспортні засоби рухаються лівим боком дороги.
У 2012 році уряд Самоа розпочав другий етап масштабної модернізації магістральних шляхів навколо міської агломерації Апіа, поступово розширюючи головні дороги навколо міста.
У країні немає поїздів чи трамваїв, але вона обслуговується розгалуженою приватизованою системою автобусів та таксі. Люди зазвичай ходять пішки по місту або навіть на певні відстані за його межами. Велосипедів і мотоциклів мало, але затори на дорогах через значне збільшення кількості власників транспортних засобів вимагають серйозної модернізації дорожньої інфраструктури.
Головний міжнародний аеропорт, Міжнародний аеропорт Фалеоло, знаходиться за 40 хвилин їзди на захід від міста. Цей аеропорт обслуговують найбільші внутрішні авіакомпанії Самоа — Polynesian Airlines та Talofa Airways. Аеропорт Фагаліі, невелика злітно-посадкова смуга у Фагаліі, використовується для внутрішніх рейсів та деяких міжнародних рейсів до Паго-Паго в Американському Самоа.

## Освіта
В Апіа розташована низка дошкільних, початкових, середніх та вищих навчальних закладів, в тому числі єдиний університет Самоа — Національний університет Самоа. Крім того, в Алафуа, на околиці Апіа, розташований кампус сільськогосподарської школи Південнотихоокеанського університету. Ще однією великою школою в Апіа є школа Роберта Луїса Стівенсона, яка є приватною початковою та середньою школою. Школа Роберта Луїса Стівенсона відома як школа вищого класу Самоа, оскільки її відвідує багато дітей заможних верств населення Самоа.

### Університети
- Національний університет Самоа
- Південнотихоокеанський університет
- Медичний університет Океанії

### Коледжі на острові Уполу
- Церковний коледж РСО Песеги, Песега
- Християнський коледж Фаатуатуа, Вайтеле-Фоу
- Коледж Святої Марії, Ваймосо
- Коледж Лейфіфі, Лейфіфі
- Коледж Леулумоега-фу, Малуа
- Коледж Малуафу, Малуафу
- Коледж Святого Йосипа, Алафуа
- Коледж Самоа, Вайвасе Тай
- Коледж адвентистів сьомого дня, Лаловаеа
- Коледж Роберта Луїса Стівенсона, Тафаігата
- Коледж Уеслі, Фалеула
- Коледж Нууаусала, Нофоаліі
- Коледж Павла V1, Леулумоега Туаї
- Коледж Шанель, Моамоа
- Коледж Авеле, Вайліма
- Коледж Лепа Лотофага
- Коледж Палалауа, Сіуму
- Коледж Алейпата
- Коледж Аноамаа
- Коледж Фалеалілі
- Коледж Сафата
- Коледж Аана №1
- Коледж Аана №2
- Коледж Сагага

### Коледжі на острові Саваї
- Коледж Туасіві
- Церковний коледж LDS у Вайолі
- Веслеянський коледж (Уесіліана)
- Коледж Дона Боско
- Коледж Іту О Тане
- Коледж Палаулі
- Коледж Палаулі І Сісіфо
- Коледж Амоа
- Коледж Ваймауга
- Коледж для дівчат Папаута
- Коледж Матаеваве

### Початкові школи
Більшість сіл мають власні початкові школи, але церкви керують більшістю початкових шкіл у центрі Апіа.
- Школа Роберта Луїса Стівенсона, Лотопа
- Школа братів-маристів, Мулівай
- Школа Святої Марії, Савалало
- Школа каплиці миру, Ваймеа
- Баптистська школа Апіа, Аай-о-Ніуе
- Початкова школа адвентистів сьомого дня, Лаловаеа
- Англіканська школа Всіх Святих, Маліфа

## Спорт

### Тихоокеанські ігри
Апіа приймала Тихоокеанські ігри в 1983 році вперше в історії країни. Ігри повернулися до Апії на Тихоокеанські ігри 2007 року, на яких Самоа посіла третє місце. Церемонія закриття ігор 2007 року в парку Апіа зібрала 20 000 глядачів.

## Зовнішні посилання
- View of Apia, the Capital of Samoa, One of the Islands in the Pacific Ocean, from Harper's Weekly, 12 January 1895 by D.J. Kennedy, the Historical Society of Pennsylvania